# Cap de la Montserrat cridant
Cap de la Montserrat cridant és una escultura de Juli González que es conserva al Museu Nacional d'Art de Catalunya des de 1973. És una donació de Roberta González, filla de l'artista, de 1972.

## Descripció
La participació de Juli González al Pavelló Espanyol de l'Exposició Universal de París del 1937 amb una obra de caràcter tan emblemàtic com és La Montserrat, símbol de la resistència de Catalunya en la Guerra Civil espanyola, va dur l'artista, en plena Segona Guerra Mundial, a un nou plantejament d'aquesta figura femenina, que apareix cridant per manifestar el seu horror davant la barbàrie de la guerra i la denúncia contra la repressió. González va morir abans d'acabar-la, però l'expressió d'aquest cap mostra la seva capacitat per a reflectir uns sentiments que van més enllà del plantejament formal de l'obra.

## Tècnica
Per dur a terme aquesta escultura, González no va utilitzar planxa de ferro, sinó que va optar per modelar-la en guix, possiblement perquè va considerar que una obra figurativa s'adequava millor al caràcter expressionista que volia donar a la figura de la dona catalana. El model de dimensions reduïdes de La Montserrat cridant permet valorar els valors plàstics i expressius de l'escultura en el seu conjunt, però els fragments que va fer abans de morir, les dues mans i molt especialment el cap de la Montserrat cridant, són prou eloqüents del talent de González per a representar en una imatge simbòlica el seu propi crit contra la injustícia de la guerra.